# Priesterseminar Peter und Paul (Dili)
Das Priesterseminar Peter und Paul (auch Vollseminar von Fatumeta) ist das einzige römisch-katholisches Vollseminar (Seminario Maior) Osttimors. Es wurde 1933 gegründet. Es befindet sich im Stadtteil Fatumeta (Aldeia Niken, Suco Bairro Pite) der Landeshauptstadt Dili. Aus dem Priesterseminar ging das Instituto Filosofia e Teologia Dom Jaime Garcia Goulart (ISFIT) hervor.
Während der Unruhen in Osttimor 2006 fanden Flüchtlingsfamilien Zuflucht auf dem Gelände des Priesterseminars. Es kam dabei auch zu kleineren Attacken auf das Camp durch Demonstranten.

## Ehemalige Schüler
- Justino Guterres, Diplomat
- Jacinto Rigoberto, Politiker

## Prominente Leiter und Lehrer
- Leandro Maria Alves, 2008 bis 2011, seit 2023 Bischof von Baucau
- Norberto do Amaral, 2000 bis 2004 Regens. 2007 bis 2008 Professor für dogmatische Theologie und Präfekt für Studien am Vollseminar. Seit 2010 Bischof von Maliana.[6][7]
- Alberto Ricardo da Silva, 2000 bis 2004 Rektor des Seminars. 2004 bis 2015 Bischof von Dili.[8]
- Vicente da Silva Guterres, 2001 bis 2006 Philosophielehrer. Politiker.[9]